# PLM réseau d'Algérie
La Compagnie des chemins de fer de Paris à Lyon et à la Méditerranée (PLM), est une compagnie qui a exploité un réseau de chemin de fer en Algérie entre 1863 et 1939. Le réseau portait le nom de PLMA.
Ce réseau se composait de lignes concédées et plus tard, de lignes affermées à la compagnie, du fait du rachat par l'État de différentes compagnies en difficultés.
À l'origine le PLM se substitue à la Compagnie des chemins de fer algériens qui a obtenu la concession de plusieurs lignes et réalisé seulement la construction de certains tronçons (loi du 11 juin 1863). Le PLM va construire toutes ces lignes. 
En 1921, les concessions algériennes du PLM sont rachetées par l'État. Les lignes de l'ancien réseau lui sont affermées, excepté la ligne Philippeville - Constantine, affermée à la Compagnie des chemins de fer algériens de l'État du fait de son isolement géographique.

## Les lignes concédées
- Alger - Blida - Oran (420 km) : ouverture 1868-1870
  - Alger - Blida : ouverture le 8 septembre 1862,
  - Blida - Saint-Denis-du-Sig : ouverture de 1869 à 1871
  - Saint-Denis-du-Sig - Oran : ouverture le 1er novembre 1868
- Philippeville - Constantine (87 km) : ouverture le 1er septembre 1870 (ligne isolée)

## Les lignes affermées
En 1921, le 1er juillet, le PLM se voit affermer les lignes suivantes :
- lignes de la Compagnie de l'Ouest algérien
- lignes de la Compagnie des Chemins de fer sur route d'Algérie
  - El Affroun - Marengo - Cherchell (49 km)
  - Orléansville - Ténès (57 km).